# Eddy Planckaert
För andra personer med samma efternamn se Planckaert

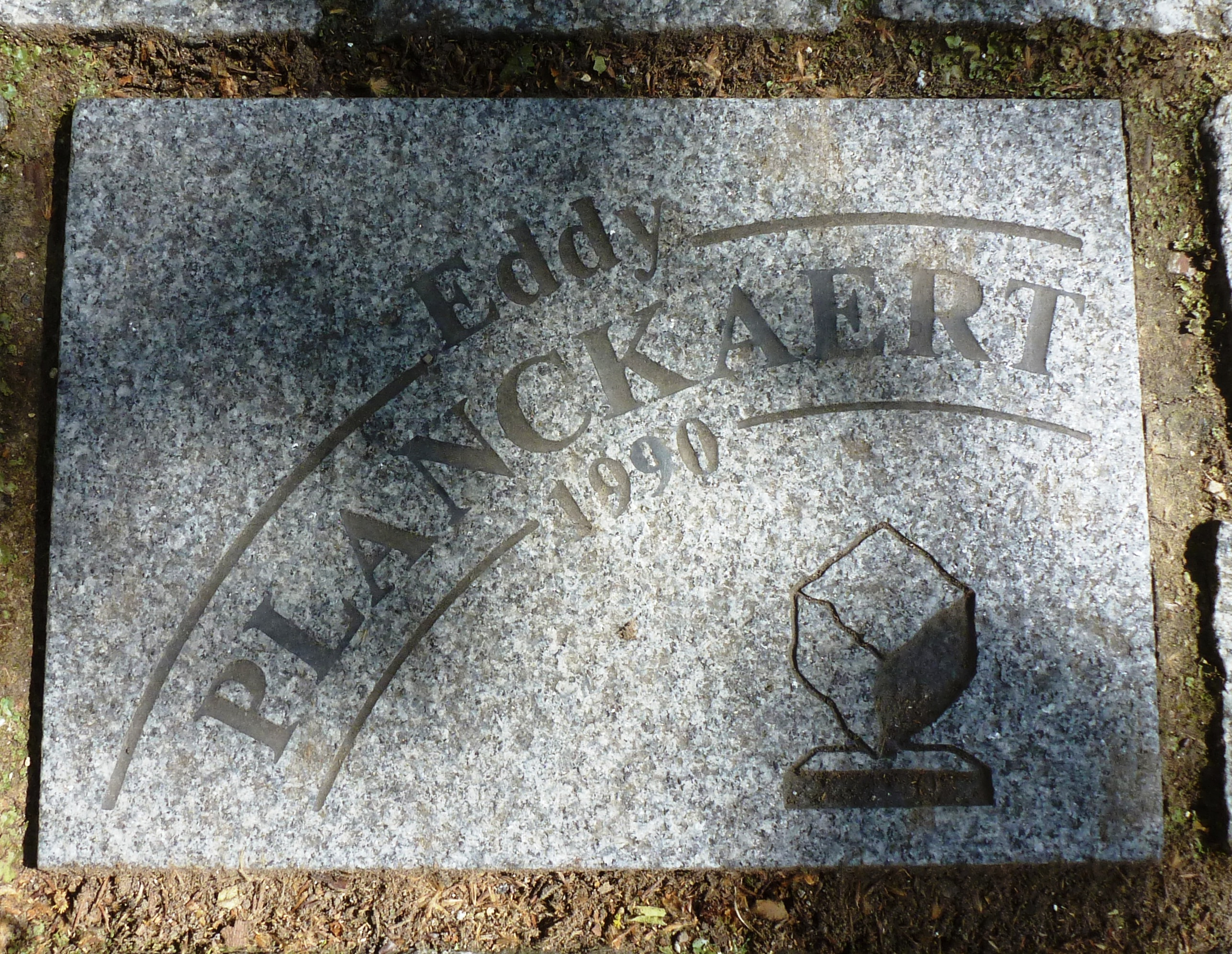
Gatsten på Allée Charles Crupelandt i Roubaix som visar på Eddy Planckaerts seger i Paris–Roubaix 1990.

Eddy Planckaert, född 22 september 1958 i Nevele, Belgien, är en tidigare professionell tävlingscyklist. Under sin karriär tog han över 100 segrar. Han var professionell mellan 1980 och 1991.
Under säsongerna 1984 och 1985 vann han Omloop Het Volk. Han tog hem den gröna poängtröjan i Tour de France 1988 och vann Flandern runt. Han vann Paris–Roubaix under säsongen 1990. 
Eddy Planckaert tillhör en cykelfamilj och är bror till cyklisterna Willy och Walter Planckaert. Han är dessutom farbror till Jo Planckaert, och far till Francesco Planckaert.
Eddy Planckaert har en av huvudrollerna i dokusåpan "De Planckaerts", som handlar om hans familj, på belgisk TV. Under säsongen 2007 var han sportdirektör i Jartazi.

## Främsta meriter
1981
Etapp 14, Tour de France
1982
Etapp 1A, 1B, 2 och 12, Vuelta a España
1983
Brabantse Pijl
1984
Belgien runt (och tre etappvinster)
Omloop Het Volk
etapp 3, Paris–Nice
etapp 1, Paris–Nice
Étoile de Bessèges
1985
Omloop Het Volk
Etapp 1 och 4, Vuelta a España
Etapp 8, Tour de France
1987
E3 Prijs Vlaanderen
etapp 2, Paris–Nice
1988
 Poängtävlingen, Tour de France
Flandern runt
1989
E3 Prijs Vlaanderen
1990
Paris–Roubaix

## Stall
- Mini Flat-Vermeer Thijs 1980
- Splendor-Wickes 1981–1982
- Splendor-Euroshop 1983
- Panasonic 1984–1986
- Panasonic-Isostar 1987
- AD Renting-I.O.C. 1988
- AD Renting-Coors Light 1989
- Panasonic-Sportlife 1990–1991